# Stictopisthus hispanicus
Stictopisthus hispanicus là một loài tò vò trong họ Ichneumonidae.